# Cañón Ho-5
El Ho-5 (designado como Tipo 2 en el Ejército Imperial Japonés) era un cañón automático japonés empleado durante la Segunda Guerra Mundial.

## Descripción
Fue desarrollado a partir de la ametralladora Ho-103, que era una versión de la ametralladora aérea estadounidense Browning Modelo 1921. Reemplazó a los cañones Ho-1 y Ho-3 (designado como Tipo 97 por el Ejército Imperial Japonés) en servicio. El Ho-5 era alimentado mediante una cinta de eslabones desintegrables de acero, similar a la de la ametralladora Browning. El cartucho que empleaba era una versión acortada del 20 x 110 Hispano-Suiza utilizado por los Aliados.

## Empleo en combate
El Ho-5 fue principalmente empleado en montajes alares de los cazas de finales de la guerra, pero fue empleado de forma limitada montado sobre el capó de cazas y sobre afustes flexibles en bombarderos.

## Aviones armados con el Ho-5
- Kawasaki Ki-45
- Nakajima Ki-84